# Abazinië

Vlag van Abazinië

Abazinië, Abazasjta of Abaza is een historisch land in het noordoostelijk gebergte van de Grote Kaukasus, thans het noordelijk deel van de republiek Karatsjaj-Tsjerkessië in Rusland. Abazinië is het land van de Abazijnen, een volk dat verwant is met de Abchazen, en het Abazijns spreekt.
Abazinië was vroeger een deel van het koninkrijk Abchazië. De voorouders van de Abazijnen waren de Sadzen, die nabij de Zwarte Zee woonden, maar onder druk van de Oebychen gedwongen werden om zich in het gebergte terug te trekken. In de 16e-18e eeuw was Abazinië een deel van Kabardië en werd het regelmatig overweldigd door troepen van het kanaat van de Krim. In de 19e eeuw werd Abazinië deel van het Russische Rijk. Sinds 1921 maakte het deel uit van de Sovjetrepubliek der Bergvolkeren en sinds 1922 van de kraj Stavropol. In 1991 riepen de volksvertegenwoordigers de onafhankelijkheid van de republiek Abazinië uit, maar de staat werd niet erkend en Abazinië bleef een deel van de republiek Karatsjaj-Tsjerkessië. Sinds 2009 is het als gevolg van een referendum onder de Abazijnen in 2005 en een decreet uit 2006 een afzonderlijk district Abazinski met de bestuurszetel in Psyzj. Het nieuwe district bestaat uit delen van de districten Koebanski, Oest-Dzjegoetinski en Chabezski (de plaatsen Psyzj, Elboergan, Inzjitsj-Tsjoegoen, Koebina en Kara-Pago).